# Nucléa
Nucléa est une pièce d'Henri Pichette créée au TNP par Gérard Philipe et Jean Vilar en mai 1952.

## Histoire de l’œuvre
Gérard Philipe, qui en 1947 avait déjà monté Les Épiphanies de Pichette, écrit à l'auteur, du Maroc, en novembre 1950, pour lui signifier l'intérêt qu'il porte à Nucléa dont il connaît le manuscrit et qui ne paraitra qu'en 1952 à L'Arche : 
« Cher Henri,
Je repense souvent à :
« mon père,
m'aimerez-vous assez pour m'empêcher d'aimer ? »
Je suis bien avec toi Henri.
J'attends avec confiance solide tes alexandrins.
Continue.
Je suis au Maroc. Il fait beau. L'arrière-pays est magnifique de dignité et d'impénétration.
A bientôt. ».
La pièce est montée au Théâtre du Palais de Chaillot à Paris le 3 mai 1952, ce qui provoque, selon l'expression de Georges Annenkov, « un ouragan de contradictions parmi les critiques ».
La mise en scène de Gérard Philipe est jugée ingénieuse et audacieuse, voir novatrice.
Pour la première fois une stéréophonie dirigée en salle est créée à l'occasion de la pièce.

## Description
Pièce lyrique sur l'angoisse atomique, elle est divisée en trois parties : 
1. Les infernales
2. La parole éveillée
3. Le ciel humain

## Distribution
- Gérard Philipe : Tellur
- Jeanne Moreau : Yllen
- Louis Arbessier : Jean Lenclume
- Françoise Spira : Une aveugle
- Musique : Maurice Jarre
- Éléments scéniques : Alexander Calder
- Électricité : Pierre Savron